# ピレネー＝アトランティック県
ピレネー＝アトランティック県（ピレネー＝アトランティックけん、フランス語:Pyrénées-Atlantiques, ガスコーニュ語:Pirenèus Atlantics, バスク語:Pirinio Atlantikoak）は、フランスのヌーヴェル＝アキテーヌ地域圏の県である。なお、フランス語での発音はリエゾンにより/pi.ʁe.ne.(z)at.lɑ̃.tik/（ピレネーザトランティック）となることもある。

## 地理
県東部のオービスク峠から西のビダソア川河口まで鎖状にピレネー山脈が連なり、大西洋（ビスケー湾）に面することからこの名がある。ジェール県、ランド県、ミディピレネーのオート＝ピレネー県、スペインのバスク州、ナバラ州とアラゴン州に隣接する。

## 歴史

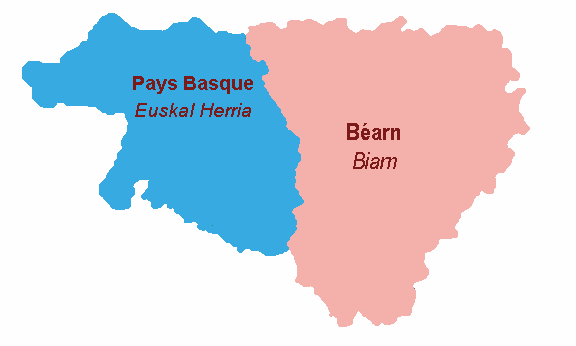
県をペイ・バスク・フランセとベアルンに分けた図

フランス革命期の1790年に設置された県で、当時の県名はバス＝ピレネー（Basses-Pyrénées）であった。ベアルン（バス＝ナヴァールを含む）やラブールとスール（旧ガスコーニュに含まれていた）、いくつかの教区で構成された。バス＝ナヴァール、ラブール、スールはフランス領バスクと総称される。県東部には、オート＝ピレネー県の飛び地が二箇所ある。1969年10月10日のデクレによって現在の県名に変わった。

## 人口統計
2011年時点での県内のコミューンは547あり、県人口は656,608人だった。2011年1月1日時点で最も人口が多いのはポー（79,798人）で、県人口の12.2%を占めた。人口が2万人を越えるのは、バイヨンヌ、ビアリッツ、アングレットである。県人口の24.6%は人口1000人から5000人のコミューンで暮らす。人口1000人以下のコミューンは2011年1月1日時点で446あった。人口が100人以下のコミューンは40あった。
| 1801年  | 1831年  | 1841年  | 1851年  | 1856年  | 1861年  | 1866年  |
| ------- | ------- | ------- | ------- | ------- | ------- | ------- |
| 355.573 | 428.401 | 451.683 | 446.997 | 436.442 | 436.628 | 435.486 |
| 1872年  | 1876年  | 1881年  | 1886年  | 1891年  | 1896年  | 1901年  |
| 426.700 | 431.525 | 434.366 | 432.999 | 425.033 | 423.572 | 426.347 |
| 1906年  | 1911年  | 1921年  | 1926年  | 1931年  | 1936年  | 1946年  |
| 425.817 | 433.318 | 402.981 | 414.556 | 422.719 | 413.411 | 415.797 |
| 1954年  | 1962年  | 1968年  | 1975年  | 1982年  | 1990年  | 1999年  |
| 420.019 | 466.038 | 508.734 | 534.748 | 555.696 | 578.516 | 600.018 |
| 2006年  | 2011年  |         |         |         |         |         |
| 636.849 | 656.608 |         |         |         |         |         |

参照元:1811年 ; Splaf : 1801-1954 (sauf 1811) ; Insee : 1968-1999, 2006, 2011

## 言語

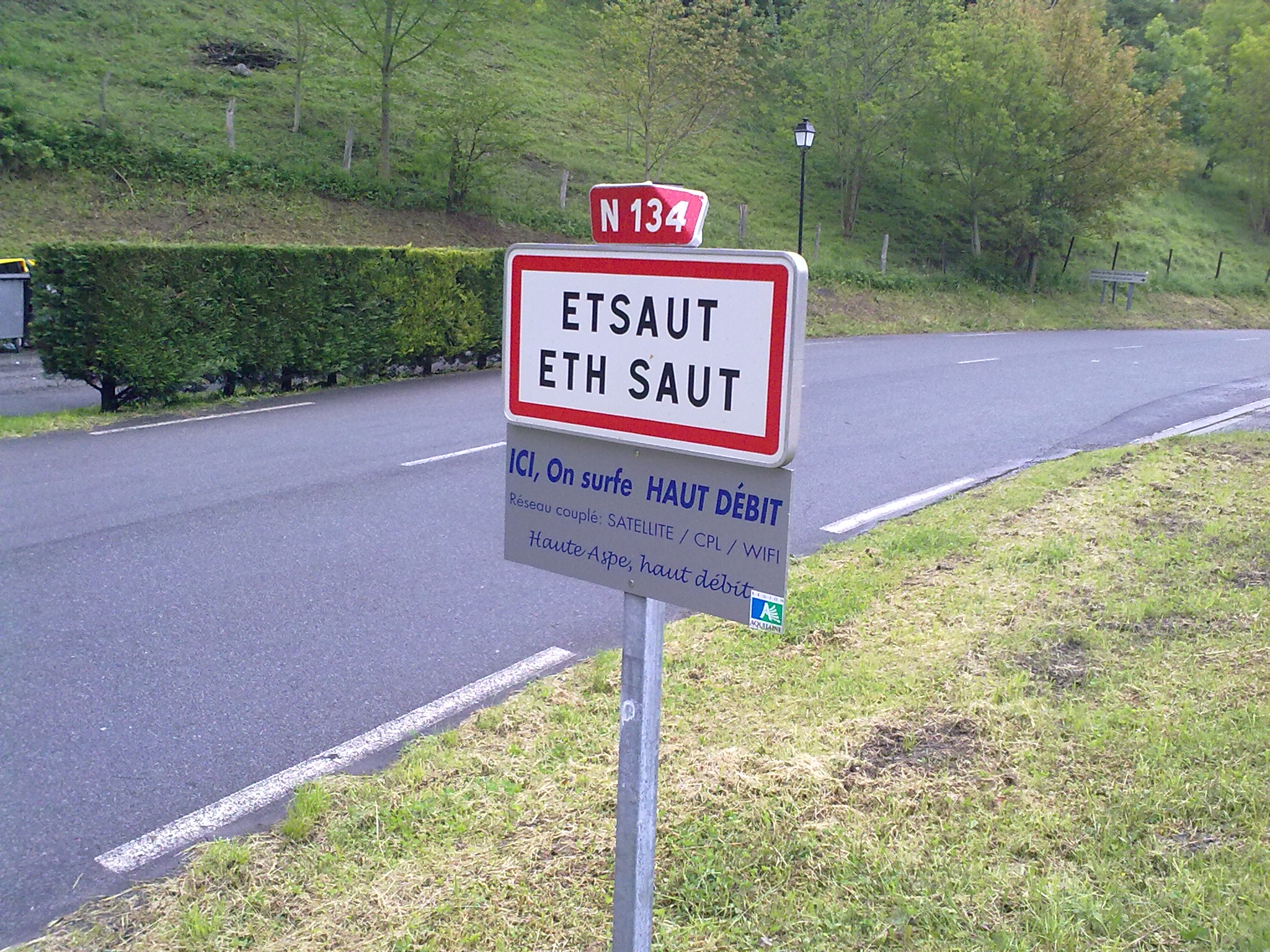
フランス語とガスコーニュ語の二言語標識

フランスの他県と同様、公用語はフランス語である。地方言語として2つの言語があげられる。
- ガスコーニュ語 - オック語の方言で、ベアルンや、バスク語との境界近くのいくつかのコミューンや、バイヨンヌ、ビアリッツ、アングレットの都市圏、低アドゥール地方で話される。興味深いことに、ガスコーニュ語地域にあるラ・バスティッド＝クレーランスはバスク語が話される飛び地となっている。ガスコーニュ語はカランドレタ校（fr、フランス語とオック語の二言語教育を行う）の幼稚園や公立学校で教えられている。
- バスク語 - フランス領バスクの村々、ベアルンのエスキユールのようなコミューンで話される。道路標識は二言語表記である。方言があり、スベロア方言、ナファロア・ラプルディ方言がある。バスク語はコレージュやリセ、イカストラで教えられている。

## ギャラリー

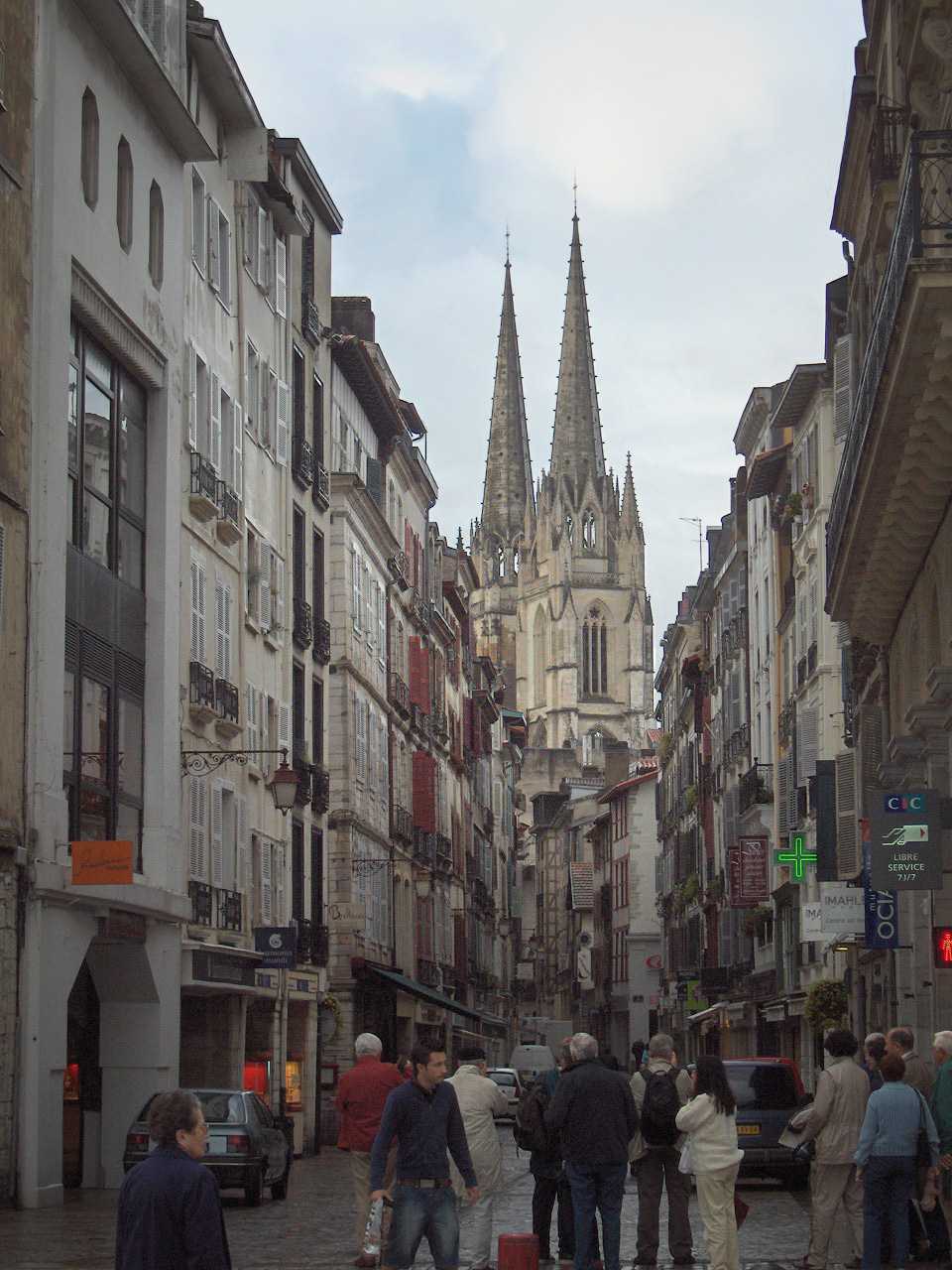
バイヨンヌ
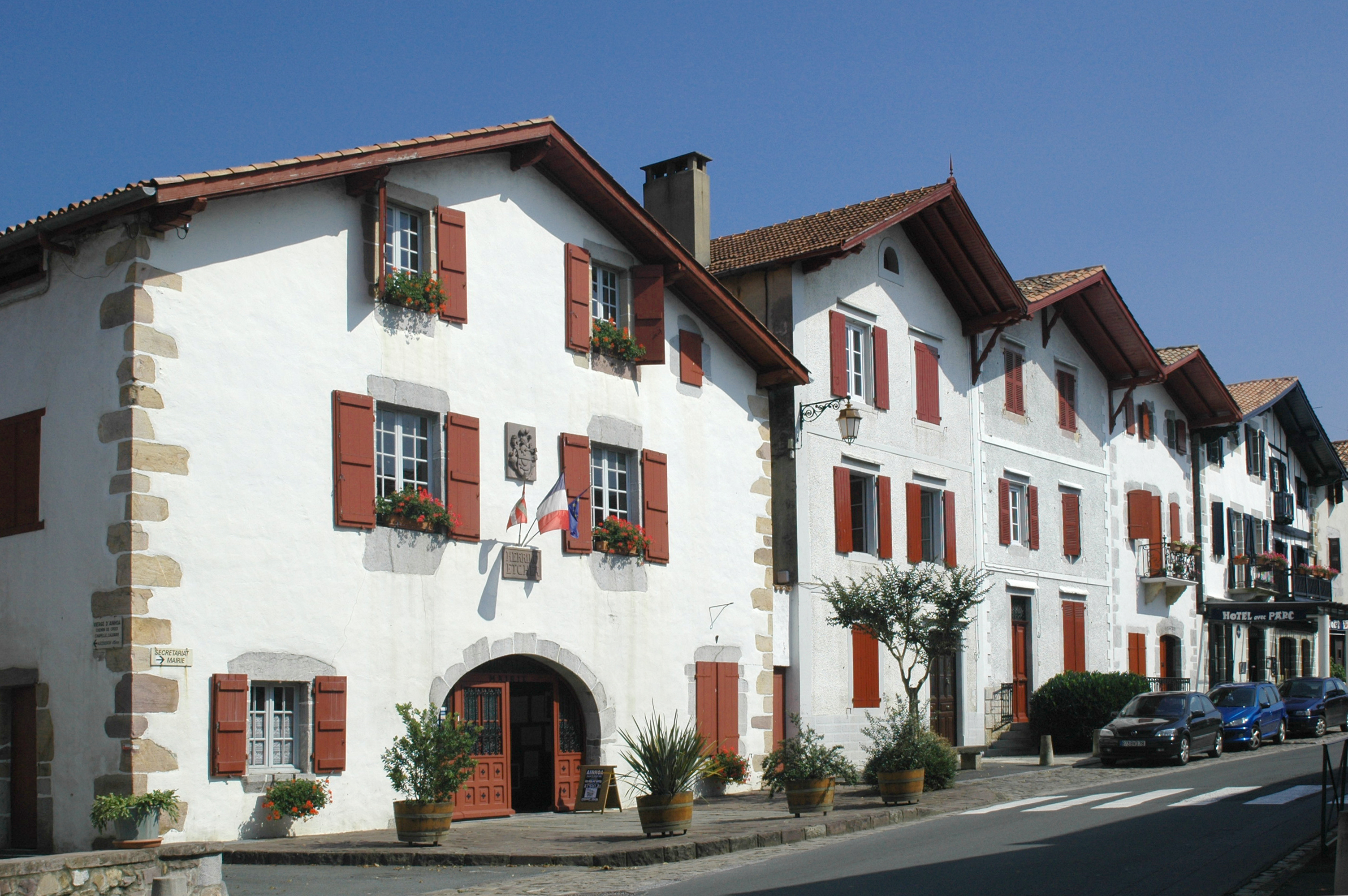
アイノアの町並み
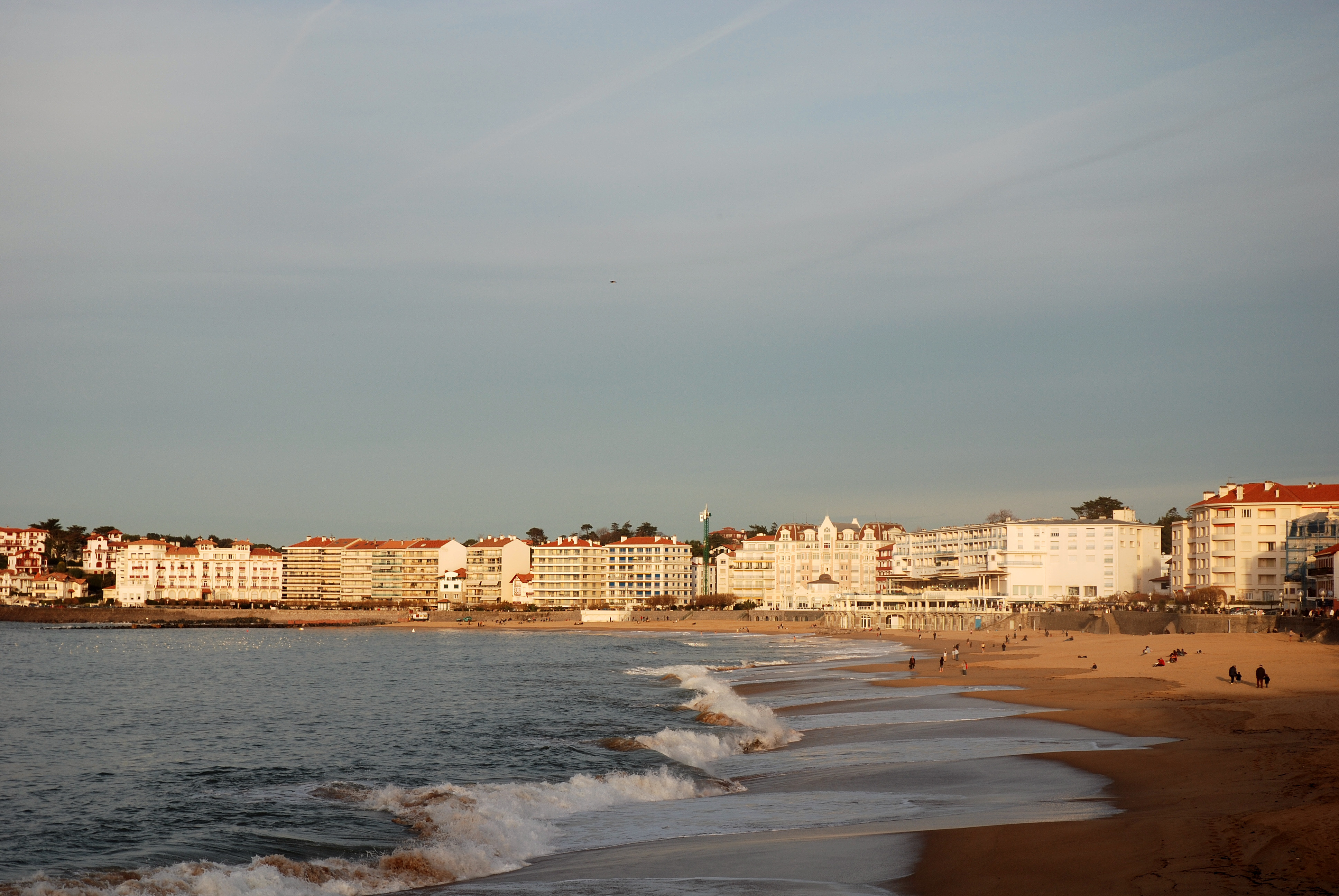
サン＝ジャン＝ド＝リュズ
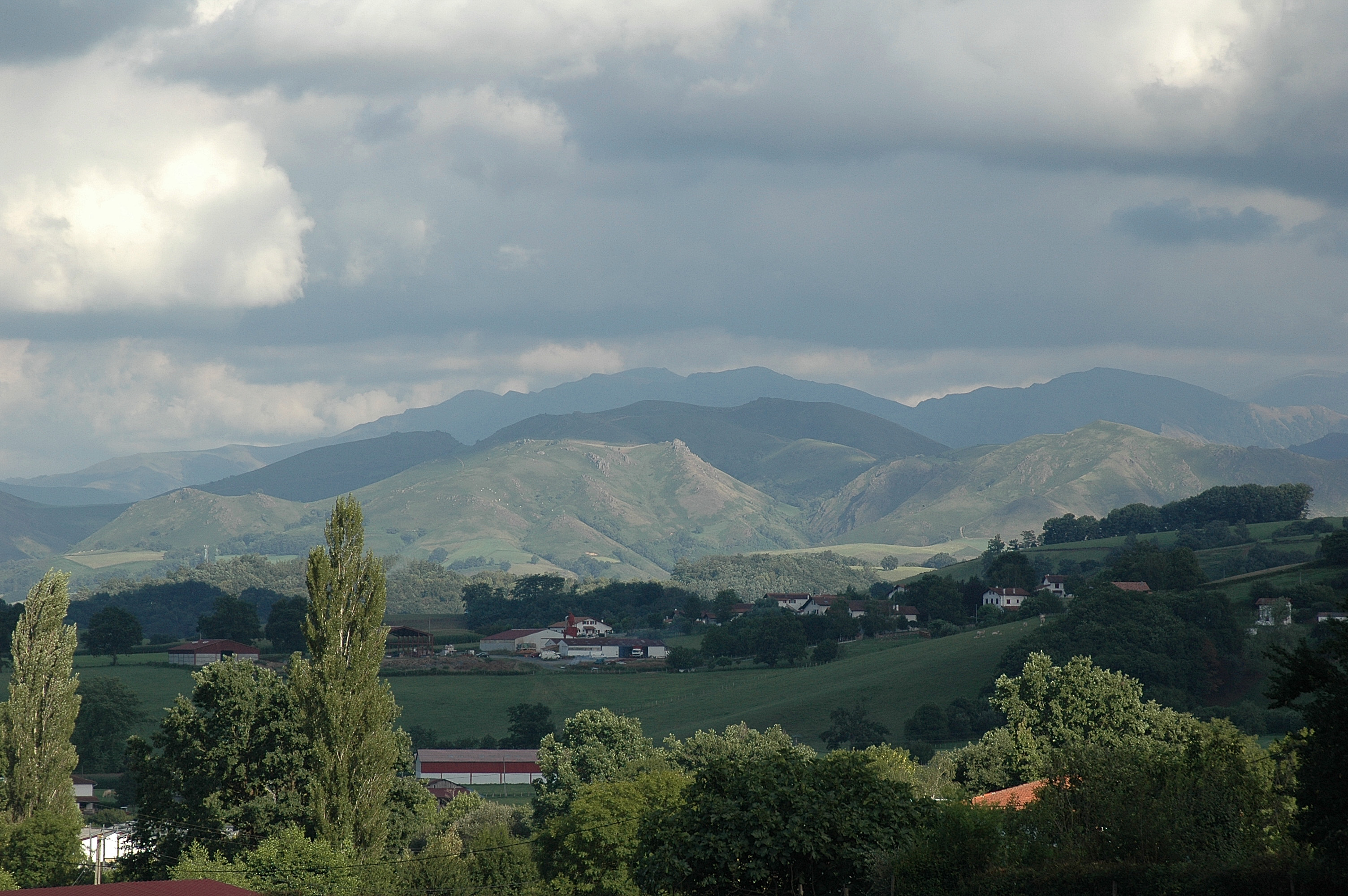
イルレギからピレネーをのぞむ
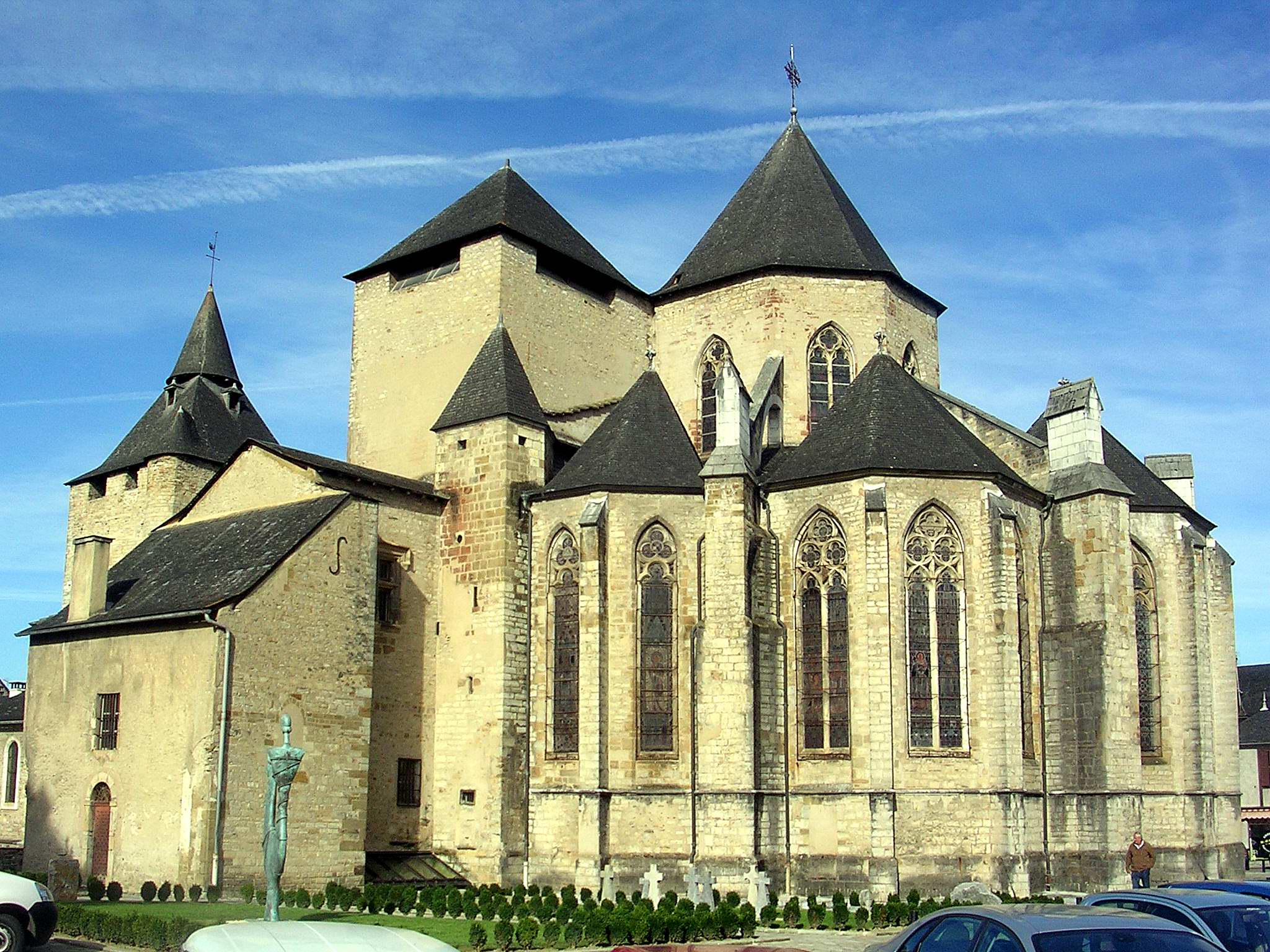
オロロン＝サント＝マリーのサント＝マリー大聖堂は巡礼地である
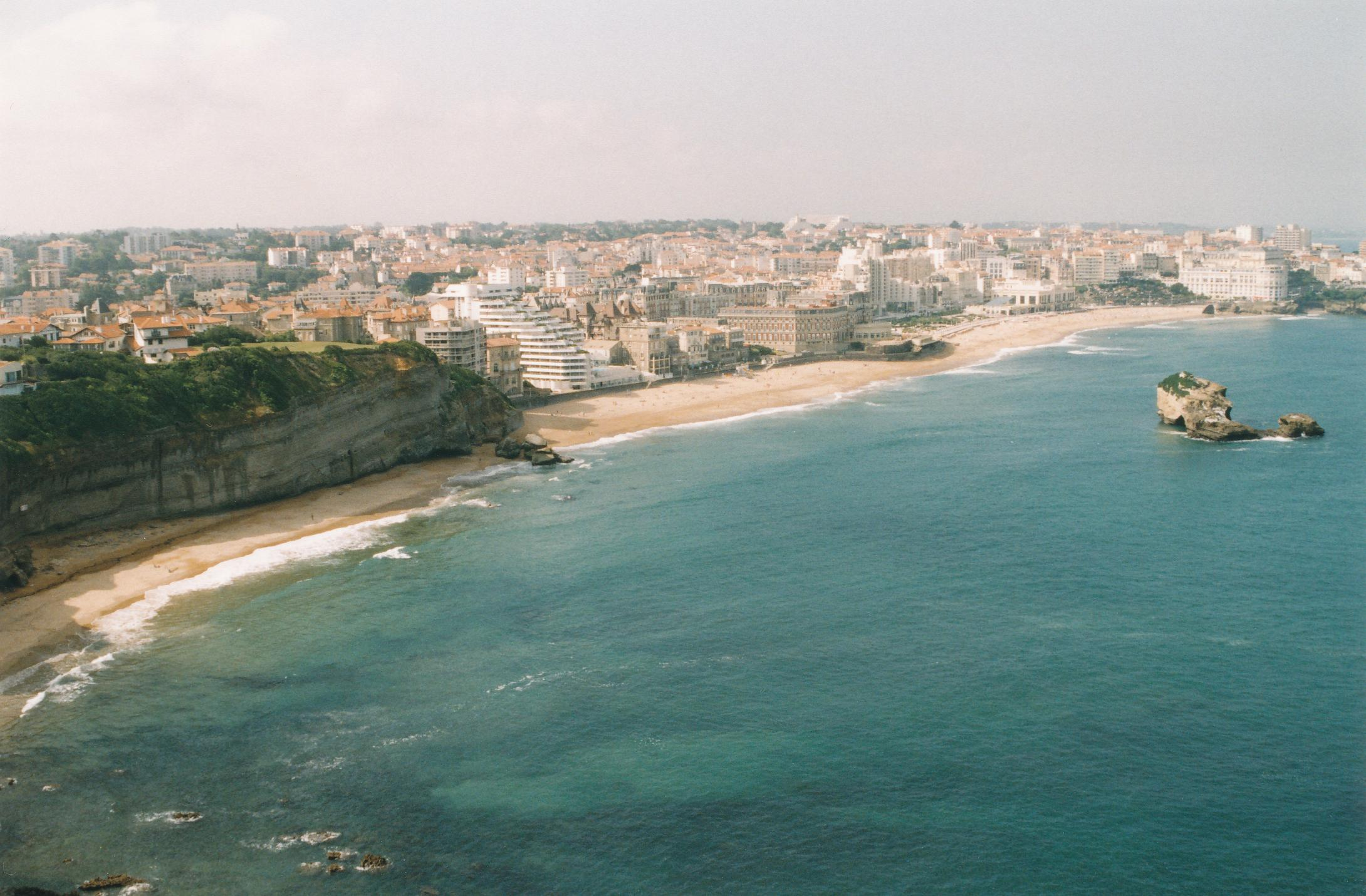
フランス第二帝政期からのリゾート地、ビアリッツ